# Sigga

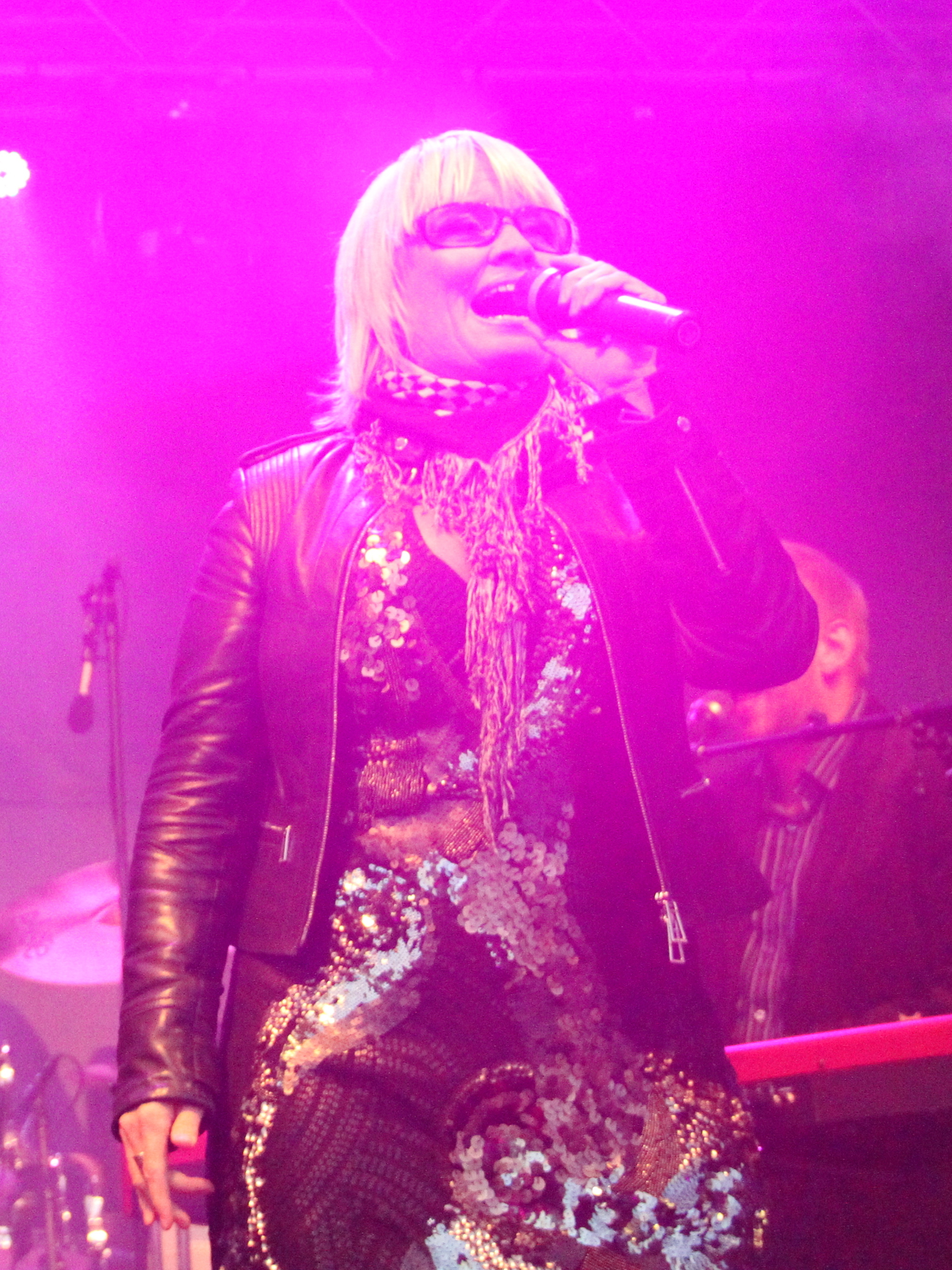
Sigga (2011)

Sigga; auch: Sigga Beinteins, eigentlich: Sigríður Beinteinsdóttir (* 24. Juli 1962 in Reykjavík) ist eine isländische Pop- und Rocksängerin.

## Leben und Wirken
Bereits 1984 gewann sie Popularität in ihrem Heimatland als Frontfrau der kurzlebigen Rockband Kikk, die von 1982 bis 1985 existierte.
Sigga trat beim Eurovision Song Contest 1990 als Teil des Schlager-Duos Stjórnin auf und erreichte Platz 4. Beim Eurovision Song Contest 1992 war sie abermals zu sehen, dann als Teil der Popband Heart 2 Heart, die auf Platz 7 kam.
Als Gewinnerin der Vorentscheidung vertrat sie Island beim Eurovision Song Contest 1994 in Dublin dann als Solo-Sängerin „Sigga“. Mit dem Popsong Nætur (dt.: Nächte) erreichte sie Platz 12.

## Diskografie
Alben
- Desember (1993)
- Sigga (1997)
- Flikk-flakk (1998)
- Fyrir þig (2003)
- Allt eða ekkert (2005)
- Til eru fræ (2007)
- Jólalögin mín (2009)